# 亞諾圖格里
亞諾圖格里（西班牙語：Llano Tugrí）是巴拿馬的城鎮，位於該國西北部，由恩戈韦-布格莱原住民区的諾萊杜伊馬區負責管轄，該城鎮被群山圍繞，氣候宜人。